# Сідар-Репідс (Небраска)
Сідар-Репідс (англ. Cedar Rapids) — селище (англ. village) в США, в окрузі Бун штату Небраска. Населення — 382 особи (2010).

## Географія
Сідар-Репідс розташований за координатами 41°33′32″ пн. ш. 98°8′57″ зх. д. / 41.55889° пн. ш. 98.14917° зх. д. (41.558908, -98.149300).  За даними Бюро перепису населення США в 2010 році селище мало площу 0,93 км², уся площа — суходіл.

## Демографія
Згідно з переписом 2010 року, у селищі мешкали 382 особи в 171 домогосподарстві у складі 103 родин. Густота населення становила 412 особи/км².  Було 201 помешкання (217/км²).
Расовий склад населення:
| - 97,9 % — білих - 1,8 % — чорних або афроамериканців |

До двох чи більше рас належало 0,3 %. Частка іспаномовних становила 0,5 % від усіх жителів.
За віковим діапазоном населення розподілялося таким чином: 23,0 % — особи молодші 18 років, 55,0 % — особи у віці 18—64 років, 22,0 % — особи у віці 65 років та старші. Медіана віку мешканця становила 43,1 року. На 100 осіб жіночої статі у селищі припадало 104,3 чоловіків;  на 100 жінок у віці від 18 років та старших — 97,3 чоловіків також старших 18 років.
Середній дохід на одне домашнє господарство  становив 45 803 долари США (медіана — 42 125), а середній дохід на одну сім'ю — 58 095 доларів (медіана — 49 375). За межею бідності перебувало 18,6 % осіб, у тому числі 37,5 % дітей у віці до 18 років та 9,4 % осіб у віці 65 років та старших.
Цивільне працевлаштоване населення становило 226 осіб. Основні галузі зайнятості: освіта, охорона здоров'я та соціальна допомога — 20,8 %, роздрібна торгівля — 19,0 %, сільське господарство, лісництво, риболовля — 16,4 %.